# كأس تشيلي 2015
كأس تشيلي 2015 (بالإسبانية: Copa Chile 2015)‏ هو الموسم 36 من كأس تشيلي. كان عدد الأندية المشاركة فيه 32، وفاز فيه نادي أونيفرسيداد دي تشيلي.